# 西樓錯夢
《西樓錯夢》是香港著名粵劇劇作家唐滌生的粵劇劇本，改編自明末清初的詞曲家袁令所作的崑曲劇目《西樓記》。《西樓錯夢》是仙鳳鳴劇團的第七屆劇目，在1958年9月24日晚於九龍普慶戲院首演。

## 劇情
才子于叔夜善於詞曲，有才名；平康里花魁穆素徽，傾慕叔夜之才，最愛其作《楚江情》，曾書寫於花牋之上。叔夜偶得此花牋，知素徽慕其才，甚為感動，遂到西樓求見。素徽卧病在牀，扶病出見，一吐傾慕之情，二人並互訂生死之婚盟。
叔夜之嚴父于魯知悉其子戀上妓女，大為震怒，將叔夜關禁於府邸內。相國公子池同垂涎素徽美色欲娶作妾，鴇母貪財收下五百兩銀賣了女兒，在池同的威逼利誘下，素徽仍誓死不從，鴇母逼於帶素徽避居。素徽行前修書一封欲交予叔夜，約在渡頭一聚。但在忙亂中錯放入白紙。叔夜收到的赫見是一張白紙，誤素徽以此斷盟，想起昨宵夢中所見素徽重利薄情，心灰意冷，遂立志於功名。
素徽又誤聞叔夜死訊，到寺院超度亡夫，俠士胥長公與夫人輕鴻趁機營救。長公府內，素徽偶遇新科狀元叔夜遊街，二人解開白箋之迷，冰釋前嫌，最終于魯答應二人成親。

## 場目
1. 第一場：〈病晤〉
2. 第二場：〈錯夢〉
3. 第三場：〈空泊〉
4. 第四場：〈驚訊〉
5. 第五場：〈壇劫〉
6. 第六場：〈會玉〉
7. 第七場：〈堂訊〉

## 演員
1958年粵劇《西樓錯夢》首演時的開山演員：
| 演員   | 角色   | 簡介                             |
| 任劍輝 | 于叔夜   | 善於詞曲的才子                   |
| 白雪仙 | 穆素徽 | 平康里之花魁，傾慕叔夜           |
| 梁醒波 | 胥表   | 即胥長公，俠士                   |
| 任冰兒 | 輕鴻   | 胥長公之夫人，本是醉月樓中紅粉妓 |
| 靚次伯 | 魯     | 號雪賓，叔夜之父                 |
| 蘇少棠 | 池同   | 相國之子，欲納素徽為妾           |
| 白龍珠 | 池相國 | 池同之父                         |
| 英麗梨 | 銀簧   | 穆素徽之丫環                     |
| 陳鐵善 | 花六娘 | 鴇母                             |
| 朱少波 | 文豹   | 叔夜之僕人                       |
| 歐偉泉 | 趙祥   | 即趙三爺，字將伯，叔夜之同學     |
| 麥秋儂 | 劉楚楚 | 穆素徽之知己                     |